# Singles (Travis)
Singles è un album raccolta dei singoli della indie rock band scozzese Travis. L'album è uscito il 1º novembre 2004 nel Regno Unito.

## Tracce
1. "Sing" (da The Invisible Band)
2. "Driftwood" (da The Man Who)
3. "Writing to Reach You" (da The Man Who)
4. "Why Does It Always Rain on Me?" (da The Man Who)
5. "Re-Offender" (da 12 Memories)
6. "Walking in the Sun"
7. "Tied to the 90's" (da Good Feeling)
8. "Coming Around"
9. "Flowers in the Window" (da The Invisible Band)
10. "Love Will Come Through" (da 12 Memories)
11. "More Than Us" (da Good Feeling)
12. "Side" (da The Invisible Band)
13. "U16 Girls" (da Good Feeling)
14. "Happy" (da Good Feeling)
15. "All I Want to Do Is Rock" (da Good Feeling)
16. "The Beautiful Occupation" (da 12 Memories)
17. "Turn" (da The Man Who)
18. "The Distance"
19. "Bring Me Round" (Japanese Bonus Track)

## Formazione
- Francis Healy – voce, chitarra
- Andy Dunlop – chitarra
- Dougie Payne – basso
- Neil Primrose – batteria